# Liste der denkmalgeschützten Objekte in Eggendorf im Traunkreis
Die Liste der denkmalgeschützten Objekte in Eggendorf im Traunkreis enthält die denkmalgeschützten, unbeweglichen Objekte der Gemeinde Eggendorf im Traunkreis in Oberösterreich (Bezirk Linz-Land).

## Denkmäler
| Foto |                 | Denkmal                                                              | Standort                               | Beschreibung | Metadaten |
| ---- | --------------- | -------------------------------------------------------------------- | -------------------------------------- | --- | --- |
| ja   | Datei hochladen | Kath. Pfarrkirche Mariä Himmelfahrt HERIS-ID: 52091 Objekt-ID: 58236 | Kirchengasse 5 Standort KG: Eggendorf  | Die Pfarre Eggendorf ist eine josephinische Neugründung aus dem Jahre 1785. Die Pfarrkirche Mariä Himmelfahrt wurde allerdings erst 1912 gebaut. Das Hochaltarbild „Mariä Himmelfahrt“ in dieser Kirche ist vom Kremser Schmidt. Vor 1912 diente die erweiterte Schlosskapelle als Pfarrkirche. | BDA-Hist.: Q23541775 Status: § 2a Stand der BDA-Liste: 2025-06-30 Name: Kath. Pfarrkirche Mariä Himmelfahrt GstNr.: .155 Pfarrkirche Mariä Himmelfahrt, Eggendorf im Traunkreis |
| ja   | Datei hochladen | Schloss Eggendorf HERIS-ID: 18803 Objekt-ID: 15098                   | Schlossstraße 1 Standort KG: Eggendorf | Das Schloss Eggendorf wird in einer Urkunde des Stiftes Kremsmünster 1224 erstmals genannt. Zum größten Teil erst 1580 erbaut, wechselte das Schloss häufig den Besitzer und wurde auch entsprechend oft umgebaut. Heute zeigt sich Schloss Eggendorf vom Park aus gesehen links mit einem dreigeschoßigen Wohntrakt, rechts steht die dreijochige Schlosskapelle. Wohnteil und Kapelle werden durch einen Seitentrakt mit vier Lauben und zehn Arkadenbögen verbunden. Die Schlosskapelle war von der Pfarrgründung bis 1912 die Pfarrkirche von Eggendorf. | BDA-Hist.: Q1601304 Status: Bescheid Stand der BDA-Liste: 2025-06-30 Name: Schloss Eggendorf GstNr.: .64/1, .64/2, 823 Schloss Eggendorf                                        |
| ja   | Datei hochladen | Pfarrhof HERIS-ID: 18809 Objekt-ID: 15104                            | Erlenweg 1 Standort KG: Eggendorf      | Nach der Pfarrgründung 1785 errichtete man auch ein eigenes Pfarrhaus. Darin fand auch eine Schule für 60-70 Kinder ihren Platz. 1905 baute dann die Gemeinde Eggendorf ein eigenes Schulgebäude. Der alte Pfarrhof wurde aber mit der Zeit baufällig und 1907 wurde dann der neue Pfarrhof gebaut, welcher bis heute steht. | BDA-Hist.: Q37845957 Status: § 2a Stand der BDA-Liste: 2025-06-30 Name: Pfarrhof GstNr.: 808/8                                                                                  |